# Ruth Kruysse-Morof
Ruth Kruysse-Morof (* 11. Mai 1942  in Pfäffikon; † 9. April 1992 in Solothurn, heimatberechtigt in Aarau) war eine Schweizer Textilkünstlerin und Malerin.

## Leben und Werk

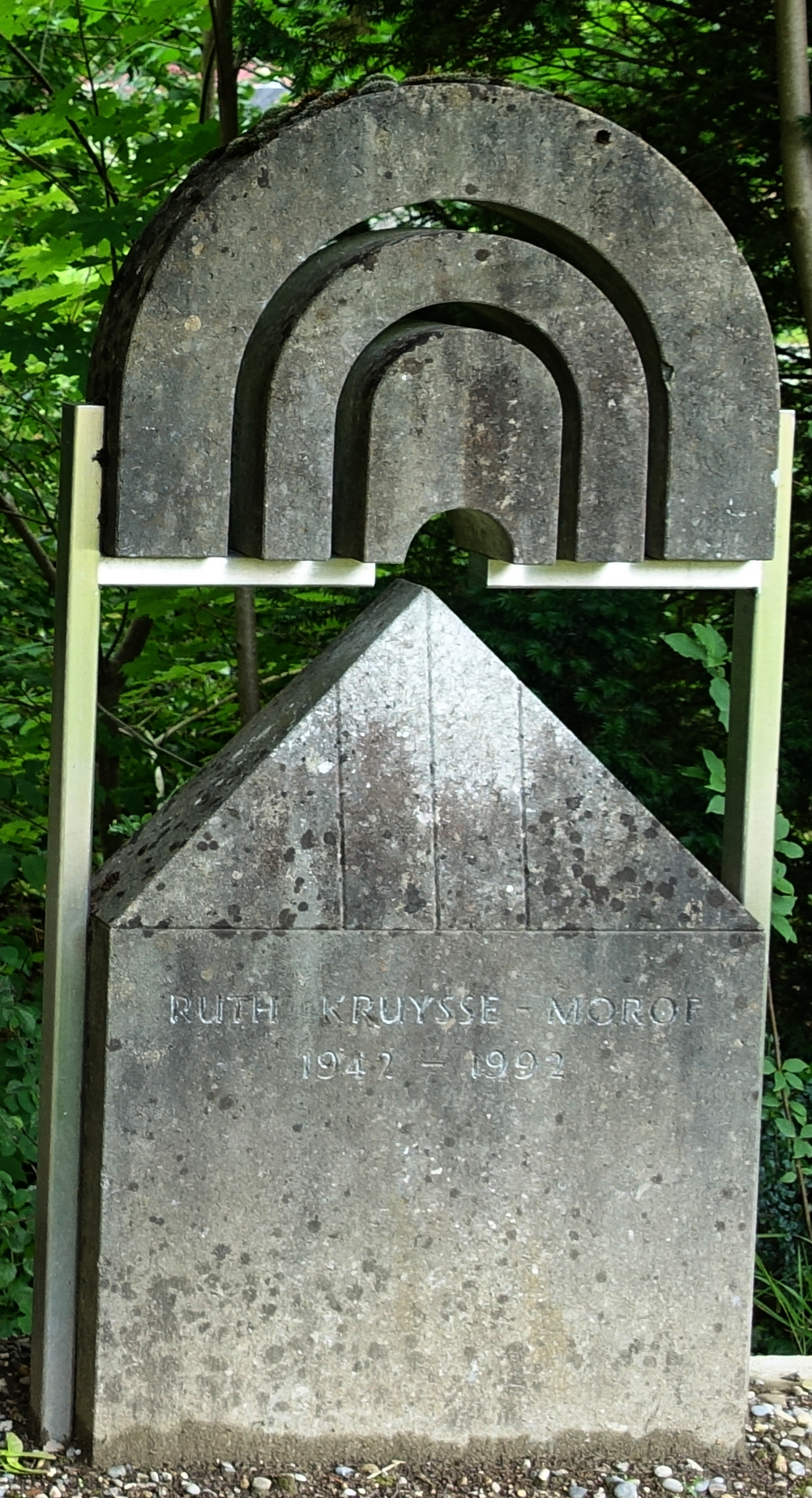
Grabstein von Ruth Kruysse-Morof

Ruth Kruysse war die Tochter eines Spenglermeisters und absolvierte von 1960 bis 1964 eine Ausbildung als Textilzeichnerin an der Kunstgewerbeschule Zürich. Sie besuchte dort u. a. die Modeklasse für experimentelles Gestalten von Leo Leuppi.
Nach dem Studium war Ruth Kruysse an der École nationale supérieure des arts décoratifs in Paris und arbeitete 1965/1966 als Stoffentwerferin bei der Firma Paapje in Voorschoten bei Den Haag.
1967 heiratete sie den Geologen Han Kruysse, mit dem sie berufsbedingt in die Türkei zog. Das Paar bekam zwei Kinder. 1970 zog die Familie nach Guildford. Ab 1971 lebten sie in verschiedenen Orten der Schweiz, zuletzt in Solothurn.
Ruth Kruysse stellte ihre Werke in verschiedenen Galerien sowie im Kunstmuseum Solothurn und im Aargauer Kunsthaus aus. 1990 erhielt sie den Werkpreis des Kantons Solothurn. Ihre letzte Ruhestätte fand sie auf dem Friedhof St. Katharinen in Solothurn.